# Syllides eburneus
Syllides eburneus är en ringmaskart som beskrevs av Riser 1997. Syllides eburneus ingår i släktet Syllides och familjen Syllidae. Inga underarter finns listade i Catalogue of Life.